# مارثا ريال
مارثا ريال (بالإنجليزية: Martha Rial)‏ هي مصورة وصحفية أمريكية، ولدت في 1962.